# Jerzy Grabowski (grafik)
Jerzy Grabowski (ur. 26 września 1933 w Gutkach, zm. 2004 w Warszawie) – polski malarz, grafik i rysownik zaliczany do nurtu abstrakcji geometrycznej, laureat licznych nagród i wyróżnień w Polsce oraz w Europie. Juror międzynarodowych biennale i konkursów.

## Życiorys
Jerzy Grabowski to jeden z najciekawszych przedstawicieli abstrakcji geometrycznej w grafice europejskiej II połowy XX wieku. Profesor ASP w Łodzi oraz Europejskiej Akademii Sztuk w Warszawie. W 1998 roku nominowany na profesora nadzwyczajnego. Uprawiał malarstwo, grafikę artystyczną i użytkową oraz rysunek. W latach 60. i 70. utrzymywał stałe kontakty ze środowiskami artystycznymi w Europie Zachodniej, zasiadał w jury wielu prestiżowych konkursów graficznych. Był pomysłodawcą przekształcenia ogólnopolskiej wystawy „Kolor w grafice” w Międzynarodowe Triennale Grafiki. Poprzez te wystawy oraz dzięki swym licznym kontaktom promował sztukę konkretną i optical-art na gruncie polskim. W jego twórczości widać wpływy bauhausowej teorii koloru, Jahannesa Ittena, Josefa Albersa i Maxa Billa, ale jednocześnie prace Grabowskiego są na wskroś oryginalne, unikatowe. Grabowski był laureatem wielu konkursów graficznych. Jego prace znajdują się w kolekcjach prywatnych w kraju i na świecie, a także w znanych galeriach i muzeach.

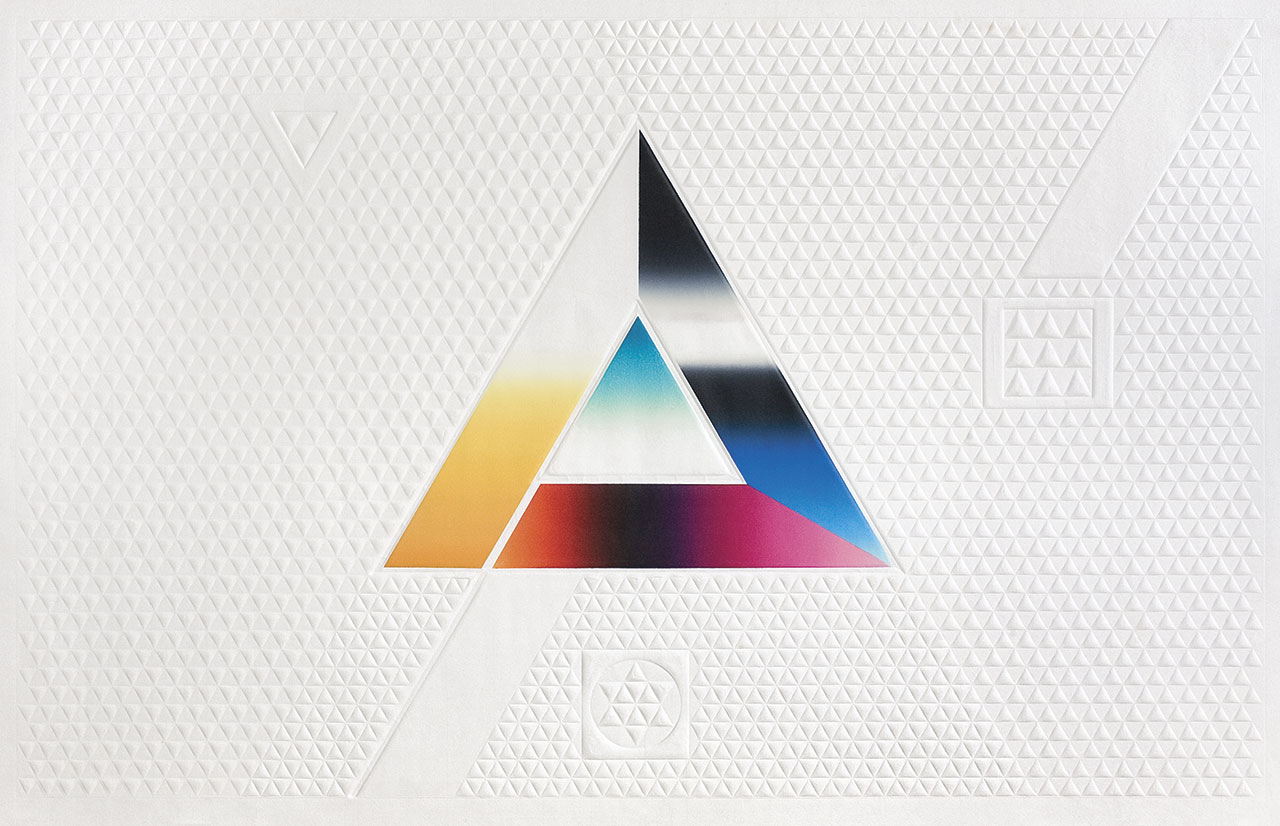
Jerzy Grabowski - Rozważania o symbolice cyfr, 1993-94, bibuła japońska 92x62,5 cm

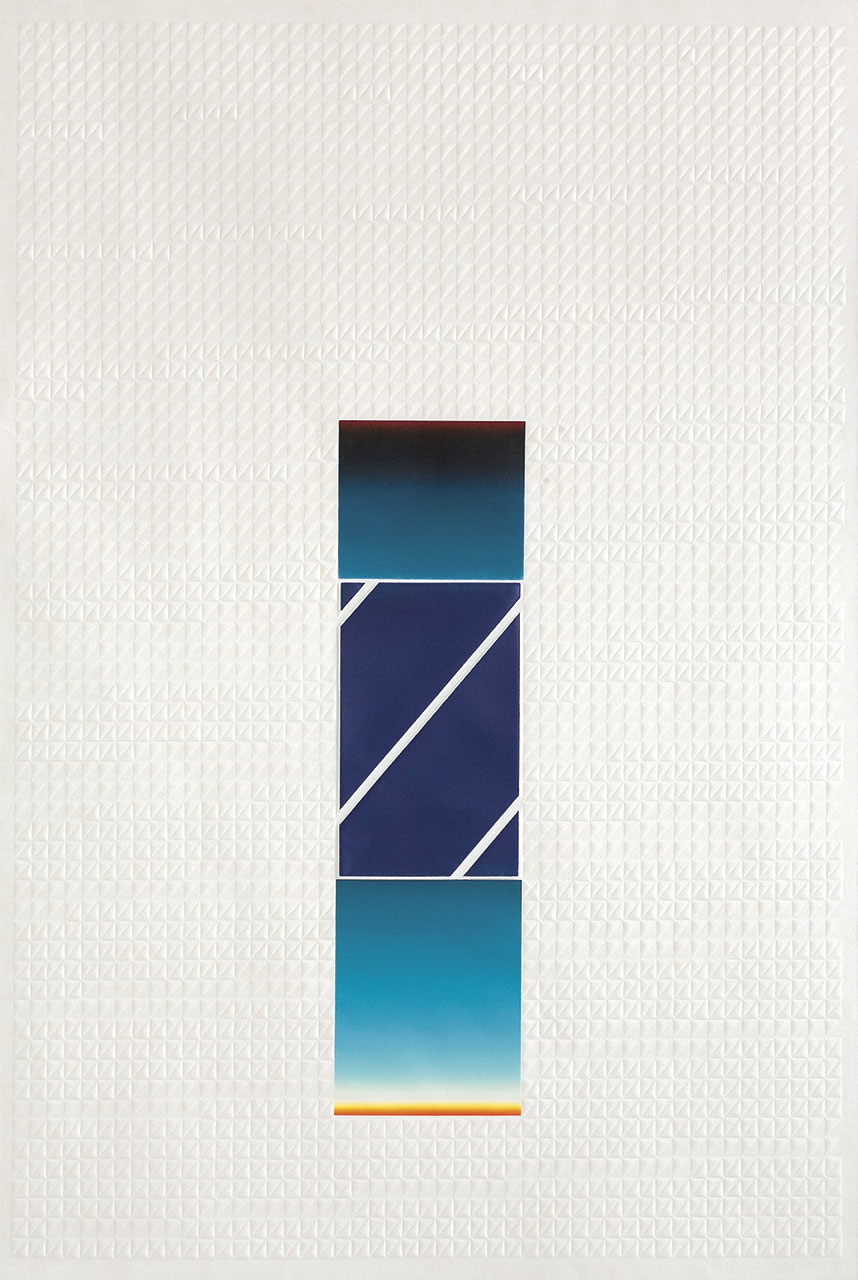
Jerzy Grabowski - Ciągłość i cykliczność - 1974-75, bibuła japońska 99,5x64,5 cm

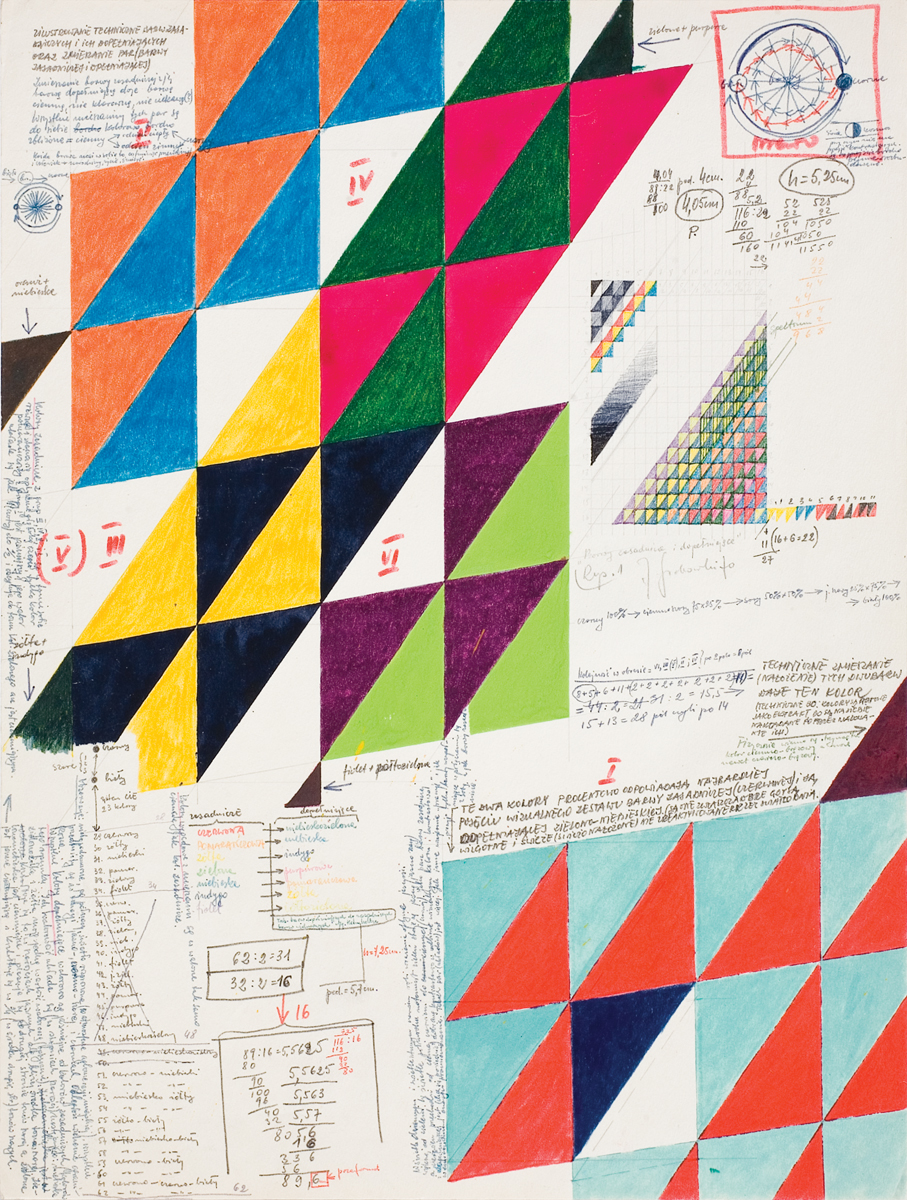
Jerzy Grabowski, Barwy zasadnicze i dopełniające, tech. mieszana, rysunek na papierze, 1970, 54,8x41,4 cm

## Prace w zbiorach
(wg źródła)
- Muzeum Narodowe, Warszawa
- Muzeum Plakatu – Oddział Muzeum Narodowego w Wilanowie, Warszawa
- Muzeum Archidiecezji Warszawskiej, Warszawa
- Muzeum Narodowe, Kraków
- Muzeum Narodowe, Gdańsk
- Muzeum Narodowe, Szczecin
- Muzeum Sztuki, Łódź
- Muzeum Śląskie, Katowice
- Muzeum Architektury, Wrocław
- Muzeum Górnośląskie, Bytom
- Muzeum Sztuki Współczesnej, Chełm
- Muzeum Warmii i Mazur, Olsztyn
- Muzeum Okręgowe im. Leona Wyczółkowskiego, Bydgoszcz
- Dom Mikołaja Kopernika – Oddział Muzeum Okręgowego, Toruń
- Muzeum Ziemi Kaliskiej, Kalisz
- Muzeum Mikołaja Kopernika, Frombork
- Galeria Filharmonii Pomorskiej, Bydgoszcz
- Zbiory Stowarzyszenia Międzynarodowe Triennale Grafiki, Kraków
- Zbiory „Zachęty” Narodowej Galerii Sztuki, Warszawa
- Zbiory Galerii Centrum Sztuki „Studio”, Warszawa
- Biuro Wystaw Artystycznych, Białystok
- Miejska Galeria Sztuki, Łódź
- Biuro Wystaw Artystycznych, Olsztyn
- Galeria Sztuki „Wozownia", Toruń
- Nationalmuseum, Sztokholm, Szwecja
- Moderna Museet, Sztokholm, Szwecja
- Muzeum Narodowe Kazachstanu w Ałma-Acie, Kazachstan
- Slovenská Národná Galeria, Bratysława, Słowacja
- National Gallery of Iceland, Reykjavik, Islandia
- Muzeum Sztuk Plastycznych im. A. S. Puszkina, Moskwa, Rosja
- The Ateneum Art Museum, Helsinki, Finlandia
- Museum of Modern Art, Helsinki, Finlandia
- Graphische Sammlung Albertina, Wiedeń, Austria
- Musée d’Art Moderne, Lille, Francja
- Wilhelm-Hack Museum, Ludwigshafen, Niemcy
- Museum Junge Kunst, Frankfurt n. Odrą, Niemcy
- Museum für Kunst und Kulturgeschichte, Lubeka, Niemcy
- Musée du Petit Format Cul-des-Sarts, Couvin, Belgia
- Municipal Museum of Art, Kioto, Japonia
- Lahti Art Museum, Finlandia
- Galleria Exlibris NM, Chrudim-Praga, Czechy
- Centre de la Gravure et de 1'lmage Imprimée, La Louvière, Belgia
- Arthrotek der Stadt Berlin, Niemcy
- Graphotec, Brema, Niemcy
- Arthrotek der Stadt Oldenburg, Niemcy
- Kunsthalle, Wilhelmshaven, Niemcy
- Collection de la Communauté Francçaise, Bruksela, Belgia
- Colection Kulturamt Stadt Hamburg, Niemcy
- Hebler Center for International Art Grafik, Fredrikstad, Niemcy
- Grafikens Hus – Gripsholms Kungsladugard, Mariefred, Szwecja
- UAssociation Musee de l'Art Contemporain, Chamalières, Francja
- Colectio Creditamstalt Bank, Wiedeń, Austria
- Colectio Banco Credito Italiano, Mediolan, Włochy
- oraz w kolekcjach prywatnych w kraju i za granicą: Australia, Austria, Belgia, Dania, Finlandia, Francja, Grecja, Hiszpania, Japonia, Norwegia, Niemcy, Szwajcaria, Szwecja, USA, Włochy, Rosja.

## Nagrody i wyróżnienia
(wg źródła)
- 1969 Purches Prize w Międzynarodowym konkursie na grafikę, Galeria Konstfrämjandet, Uppsala.
- 1973 Nagroda Muzeum Architektury we Wrocławiu na IV Ogólnopolskiej Wystawie Grafiki, Warszawa.
- 1974 Nagroda Prezydenta m. Krakowa na V Międzynarodowym Biennale Grafiki w Krakowie
- 1974 Medal Brązowy – drugie wyróżnienie w 13. Międzynarodowym Konkursie na rysunek im. Joana Miró, Barcelona.
- 1975 Pierwsza Nagroda na wystawie „30 lat Grafiki Warszawskiej” Okręgu Warszawskiego ZPAP, Warszawa.
- 1975 Dyplom-wyróżnienie na Międzynarodowej Wystawie „Graphica Creativa ‘75”, Jyväskylä, Finlandia.
- 1975 Nagroda Wojewody Łódzkiego w 4. Ogólnopolskim Konkursie na Grafikę Artystyczną, Łódź.
- 1978 Nagroda Urzędu Wojewódzkiego Jeleniej Góry na VIII Ogólnopolskiej Wystawie Grafiki, Warszawa.
- 1979 GRAND PRIX na 2. Quadriennale Drzeworytu i Linorytu Polskiego, Olsztyn
- 1980 Złota Odznaka Honorowa (Złota Syrenka) „Za zasługi dla Warszawy” Nagroda III stopnia Ministra Kultury i Sztuki za działalność artystyczną i pracę pedagogiczną
- 1981 Medal Honorowy w konkursie „Małe Formy Grafiki '81”, Łódź.
- 1986 Wyróżnienie Honorowe – Medal na XI Międzynarodowym Biennale Grafiki, Kraków.
- 1987 Nagroda Fundowana w I Międzynarodowym Triennale Rysunku im. Tadeusza Kulisiewicza, Kalisz
- 1994 Nagroda miasta Cebazat na 3. Międzynarodowym Triennale Grafiki Małego Formatu, Chamalières, Francja
- 1994 Nagroda Jubileuszowa Rektora PWSSP w Łodzi z okazji 20-lecia pracy pedagogicznej
- 1996 Nagroda Jubileuszowa Rektora Państwowej Wyższej Szkoły Sztuk Plastycznych w Łodzi za dwudziestolecie pracy
- 1997 Nagroda I stopnia Rektora Akademii Sztuk Pięknych im. Władysława Strzemińskiego w Łodzi
- 1999 Złoty Medal na XII Międzynarodowym Triennale Grafiki we Fredrikstadt, Norwegia
- 2001 Medal Komisji Edukacji Narodowej za osiągnięcia pedagogiczne

## Wystawy indywidualne
(wg źródła)
- 1962 Wystawa rysunków Jerzego Grabowskiego. Salon Klubu Stowarzyszenia Polskich Artystów Muzyków, Warszawa
- 1964 Malarstwo i grafika Jerzego Grabowskiego. Salon Debiutów ZPAP, Warszawa
- 1968 Jerzy Grabowski. Akvareller. Galerie Intime, Sztokholm, Szwecja
- 1969 Jerzy Grabowski. Galerie Intime, Sztokholm, Szwecja
- 1973 Wystawa malarstwa Jerzego Grabowskiego. Pawilon Wystawowy BWA, Gdynia
- 1973 Jerzy Grabowski. Teckningar, grafik. Galerie St. Petri, Lund, Szwecja
- 1973 Wystawa malarstwa Jerzego Grabowskiego (ilustrowana muzycznie przez Cleasa Vogela ze Sztokholmu). Salon ZPAP – Zamek, Olsztyn
- 1975 Jerzy Grabowski. Galeria 72, Chełm
- 1975 Wystawa prac Jerzego Grabowskiego. Galeria Domu Artysty Plastyka, Warszawa
- 1975 Jerzy Grabowski. Galerie Pol-Art, Düsseldorf, Niemcy
- 1975 Jerzy Grabowski: rysunki. Galeria-Pawilon Desa, Kraków-Nowa Huta
- 1975 Jerzy Grabowski. Galerie Denis E. Frei, Zurich, Szwajcaria
- 1975 Jerzy Grabowski. Grafik. Galerie Sparkasse der Stadt Hagen, Niemcy
- 1977 Jerzy Grabowsk. Farb-Prägedruck, Zeichnung, Bilder. Galerie „L“ Elisabeth Henning, Hamburg, Niemcy
- 1977 Wystawa grafiki i rysunku Jerzego Grabowskiego. Galeria Kordegarda, Warszawa
- 1977 Jerzy Grabowski. Öilbilder, Aguarelle, Zeichnungen. Kirchenzentrum am Falkenberg, Norderstedt, Niemcy
- 1979 Jerzy Grabowski, grafika, rysunek. Galeria OUT BWA, Sopot
- 1979 Grafica di Jerzy Grabowski, arte strutturale. La Defense Galerie, Aosta, Włochy
- 1980 Jerzy Grabowski. Struktury – malarstwo, grafika, rysunek. BWA, Łódź
- 1981 Jerzy Grabowski. Museum of Modern Art/Russian Images Ltd Galery, Pittsburg, USA
- 1981 Grafica di Jerzy Grabowski. Arte strutturale in progressione, Galeria Yerifica 8+1, Wenecja-Mestre, Włochy
- 1985 Jerzy Grabowski. Works in oil on paper. Asperger & Bischoff Gallery Inc., Chicago, USA
- 1990 Jerzy Grabowski. Kiyosato Moeginomura Museum, Hali of Halls, Japonia
- 1991 Jerzy Grabowski, grafika. Shinbi Gallery, Tokio, Japonia
- 1992 Jerzy Grabowski, grafika reliefowa. Stołeczne Centrum Edukacji Kulturalnej im. Komisji Edukacji Narodowej, Galeria Abakus, Warszawa
- 1992 Jerzy Grabowski. Wystawa prac: malarstwo, grafika, rysunek. Z okazji 30-lecia pracy. Galeria „Pałacyk” im. Tadeusza Kulisiewicza, Warszawa
- 1992 Jerzy Grabowski „Światło & cień". Ars Polona Gallery, Warszawa
- 1994 Jerzy Grabowski, grafika. Galeria „Brama", Gliwice
- 1995 Jerzy Grabowski: grafika, rysunek. Państwowa Galeria Sztuki, Łódź
- 1996 Jerzy Grabowski „Grafika – trzy postawy” Forum Lutosławskiego '96. Filharmonia Narodowa, Warszawa
- 1997 Jerzy Grabowski: miniatury i grafika. Centrum Kulturalne Vichy – Galerie Constantin-Weyer (w ramach wystaw laureatów 3. Triennale Mondiale d’Estampes Petit Format, Chamalières) Vichy, Francja
- 1997 Jerzy Grabowski: grafika. Galeria Europejskiej Akademii Sztuk, Warszawa
- 1997 Jerzy Grabowski „Określanie przestrzeni” Galeria Lufcik, Dom Artysty Plastyka, Warszawa
- 2007 Jerzy Grabowski 1933-2004. Galeria „Test”, Warszawa

## Wystawy zbiorowe
Jerzy Grabowski brał udział w ponad czterystu wystawach zbiorowych.